# Pekka Päivärinta
Pekka Päivärinta (né le 4 mai 1949) est un ancien athlète finlandais spécialiste du demi-fond et du cross-country. 

## Palmarès

### Championnats d'Europe d'athlétisme en salle
- Championnats d'Europe d'athlétisme en salle 1973 à Rotterdam,  Pays-Bas
  -  Médaille de bronze sur 3 000 m
- Championnats d'Europe d'athlétisme en salle 1975 à Katowice,  Pologne
  -  Médaille d'argent sur 3 000 m
- Championnats d'Europe d'athlétisme en salle 1977 à Saint-Sébastien,  Espagne
  -  Médaille d'argent sur 3 000 m

### Championnats du monde de cross-country
- Championnats du monde de cross-country 1973 à Waregem,  Belgique
  -  Médaille d'or du cross long